# Carl Hermann Credner
Carl Hermann Credner (Gotha, 1841 – Lipsia, 1913) è stato un geologo tedesco.
Figlio di Karl Friedrich Heinrich Credner, fu docente all'università di Lipsia e autore della celebre opera Elementi di geologia (1872).
A lui è dedicata la crednerite.